# Barry Andrews (musicista)
Barry Andrews (Londra, 12 settembre 1956) è un tastierista e musicista britannico.
È stato membro dei gruppi musicali XTC e League of Gentlemen con Robert Fripp, è membro fondatore e tastierista del gruppo Shriekback. Ha collaborato in numerosi progetti con Brian Eno. Nel 2006 ha chiesto la collaborazione del vecchio compagno nel gruppo XTC Andy Partridge per il disco del gruppo Shriekback dal titolo Cormorant. Nel 2007 la collaborazione con Partridge continua con la pubblicazione di un CD doppio dal titolo Monstrance. Oltre che musicista Andrews è anche scultore.
Barry Andrews è padre di Finn Andrews, cantante e compositore della band londinese The Veils.